# Nik Čemažar
Nik Čemažar (né le 2 août 1999 à Kranj) est un coureur cycliste slovène.

## Biographie
Il arrête sa carrière à l'issue de la saison 2022, à 23 ans.

## Palmarès sur route

### Par année
- 2016
  -  Champion de Slovénie sur route juniors
  - 2e du championnat de Slovénie du contre-la-montre juniors
  - 2e du Belgrade Trophy Milan Panić
- 2017
  -  Champion de Slovénie sur route juniors
  -  Champion de Slovénie du contre-la-montre juniors
  - 3e du Trophée Centre Morbihan
  - 6e du championnat d'Europe du contre-la-montre juniors
  - 9e du championnat du monde du contre-la-montre juniors
- 2018
  - 3e du championnat de Slovénie sur route espoirs
- 2019
  - 3e du championnat de Slovénie sur route espoirs
- 2020
  - 2e du championnat de Slovénie sur route espoirs
  - 3e du championnat de Slovénie du contre-la-montre espoirs
- 2021
  - Adriatic Race
  - 2e du championnat de Slovénie du contre-la-montre espoirs

### Classements mondiaux
| Année                                 | 2018  | 2019 | 2020  | 2021 |
| ------------------------------------- | ----- | ---- | ----- | ---- |
| Classement mondial                    | 2414e | nc   | 1072e | 985e |
| UCI Europe Tour                       | 1616e | nc   | 833e  | 735e |
|                                       |       |      |       |      |
| Légende : nc = non classéSource : UCI |       |      |       |      |

## Palmarès sur piste
- 2022
  -  Champion de Slovénie de poursuite par équipes (avec David Per, Tilen Finkšt et Jaka Špoljar)[1]
  - 3e du championnat de Slovénie de poursuite[1]